# Jodugar
Jodugar  es una película de 2012 dirigida por Bahrom Yaqubov y escrita por Ruslan Mirzayev y Moxira Karimkulova, que también protagoniza. Los personajes principales Ulugʻbek Qodirov y Lola Yuldasheva sobre los problemas de la boda. Película uzbeka sobre la vida de las brujas y su estilo de vida.  La película también está protagonizada por Feruza Yusupova y Takhir Saidov.

## Trama
El personaje principal, una chica sencilla con increíbles habilidades psíquicas, ayuda al héroe a recuperarse de una enfermedad grave y al mismo tiempo lastima su corazón. Pero no todo es tan simple - Jodugar descubre información oculta - por lo que puede pagar con su vida, le envían un asesino a sueldo.

## Rodaje
En la conferencia, Uzbekistán guionistas y escritores hablaron sobre la vida de las brujas y la interpretación de los eventos que sucedieron en sus vidas.
El rodaje de la película estuvo a cargo de la compañía cinematográfica "Shayxontohur Film". Famosos actores uzbekos protagonizaron la película.
La banda sonora de la película fue cantada por Lola Yuldasheva.

## Elenco
- Ulugʻbek Qodirov
- Lola Yuldasheva
- Feruza Yusupova
- Takhir Saidov
- Yayra Abdullaeva
- Dilbar Abdulazizova
- Parviz Yakhyayev
- Otabek Musayev
- Zukhra Ashurova
- Otabek Mahkamov
- Dilnoza Mahmudova